# Rimska trgovska povezava z Indijo
Rimska trgovska povezava z Indijo se je začela, ko je Gaj Avgust Oktavijan spremenil Egipt v rimsko provinco. Stik med Rimom in Indijo se je razmaknil z rabo monsunov. Pot iz Rima do Indije se je zaključila v južni Indiji, trgovali pa so v naseljih, katera so ostala še dolgo po padcu Rima in izgube pristanišč v Rdečem morju, katera so imela pomembno vlogo na tej poti. Ta pristanišča pa so imela enako vlogo že pred prihodom Rimljanov.

## Predhodno dogajanje
Pred začetkom širjenja Rima je pot med Evropo in Indijo obvladala Perzija. Egipt je vseeno imel možnost trgovati z Indijo, saj je obvladoval sever Arabskega polotoka. A zgodovinar Strabon trdi, da je ta povezava neprimerljiva s povezavo Rim-Indija. Egipčani so uporabljali pristanišča v Rdečem morju, ko so prišli Rimljani, so jih le prevzeli in nadaljevali trgovino po enaki poti.

## Kulturne izmenjave
Rimljani so s tem ko so trgovali z Indijo prinesli svoj vpliv v kraje ob Rdečem morju. Močen vpliv so prinesli v Etiopijo. Tako je na primer imelo Aksumsko kraljestvo (glavno mesto Aksum) vpliv Rima in Indije, kar se je posebej poznalo v arhitekturi, kar je vidno še danes. Obratno je videti vpliv Indije v rimskem svetu. Tako je bil bog Buda omenjen v zapiskih v Aleksandriji, prav tako pa še nekaj Indijskih kulturnih stvari. Prav tako so v Indiji našli ogromno rimskih kovancev. 

## Konec trgovanja
Trgovanje se je začelo končevati vsporedno s propadanjem Rima. Za to je bila kriva tudi Rimsko-Perzijska vojna. Ko so Rimljani to vojno izgubili, so izgubili tudi pomembna pristanišča v Rdečem morju.